# Emanuel Tonner
Emanuel Tonner (25. prosince 1829 Zdíkov – 4. dubna 1900 Praha) byl český pedagog, novinář, překladatel a politik mladočeské, později staročeské strany.

## Biografie
Veřejně činný byl už od mládí. V roce 1849 se stal spolupracovníkem časopisu Slovanská lípa a za zveřejněné články byl stíhán vojenským soudem. O rok později vydal překlad srbských básní, který věnoval ve prospěch budoucího Národního divadla.
Po absolvování univerzity strávil dva roky (1854-56) v Haliči, pak se vrátil do Prahy jako profesor nově zřízené obchodní akademie. Zaměstnání ale brzy ztratil kvůli svým politickým názorům. Učil pak na vyšší dívčí škole a po několika letech se vrátil na obchodní akademii jako ředitel. V této funkci zůstal až do smrti.
Aktivní politiky se účastnil od roku 1861, kdy byl krátce po řádných zemských volbách v roce 1861 v doplňovací volbě počátkem dubna 1861 zvolen na Český zemský sněm za kurii venkovských obcí, obvod Strakonice a Horažďovice. Podle jiného zdroje byl poslancem zemského sněmu až od roku 1863 a setrval na něm do roku 1870. V srpnu 1868 patřil mezi 81 signatářů státoprávní deklarace českých poslanců, v níž česká politická reprezentace odmítla centralistické směřování státu a hájila české státní právo.
V prvních přímých volbách do Říšské rady roku 1873 získal i mandát v Říšské radě (celostátní zákonodárný sbor), kde reprezentoval kurii venkovských obcí, Písek, Strakonice, Blatná atd. V souladu s tehdejší českou opoziční politikou pasivní rezistence ale mandát nepřevzal a do sněmovny se nedostavil. Jeho mandát tak byl prohlášen za zaniklý z důvodu absence. Původně byl členem Národní (staročeské) strany, ale tíhl k jejímu mladočeskému liberálnímu křídlu. V roce 1864 se ale podílel na konzultacích ohledně možnosti založení nové liberálně orientované politické strany. Účastnil se porad, které svolal Rudolf Thurn-Taxis, na nichž se profiloval program samostatné politické strany. Nakonec ale k formálnímu ustavení nezávislé mladočeské formace nedošlo a oba proudy české politiky i nadále existovaly ve volné alianci. Rozdílné stanovisko od hlavního proudu staročeské politiky prezentoval i v roce 1873, v debatách okolo politiky pasivní rezistence na zemském sněmu. Když Český klub coby společná sněmovní frakce českých státoprávních poslanců o otázce hlasoval, byla sice odsouhlasena pasivní rezistence i na zemském sněmu, ale pouhým poměrem 47 : 35 hlasů. Poražená (mladočeská) menšina reagovala 25. listopadu 1873 veřejným prohlášením, ve kterém sice předchozí většinové rozhodnutí respektovala, ale demonstrativně vrátila své mandáty do rukou voličů, protože rozhodnutím o pokračujícím bojkotu pozbyly svého účelu. Mezi signatáři tohoto prohlášení byl i Tonner a další politici, kteří v té době již směřovali k ustavení samostatné politické strany, ke kterému došlo následujícího roku, kdy formálně vznikla Národní strana svobodomyslná (mladočeská).
V roce 1879 Eduard Taaffe, tehdy představitel konzervativního německorakouského tábora, inicioval jednání s českou opozicí, na jejichž konci byl český vstup na Říšskou radu, zahájení aktivní politiky a přechod Čechů do provládního tábora. Ve volbách do Říšské rady roku 1879 byl Tonner zvolen za kurii venkovských obcí v obvodu Roudnice, Louny, Mělník atd. Nyní mandát převzal. Slib složil 5. března 1880. Profiloval se jako provládní poslanec, ale v rámci Českého klubu spolu s dalšími mladočechy dával najevo některé pochybnosti o správnosti podpory vládních předloh. V tomto smyslu vystoupil proti vládní školské reformě v roce 1883, která v souladu s přáním německorakouských konzervativců částečně revidovala liberální reformy předchozích dekád, což pro některé mladočeské pokrokáře bylo nepřijatelné. Zatímco, František Tilšer na odmítavém stanovisku setrval a hlasoval proti zákonu, Tonner a další mladočeši se nakonec přiklonili k pozici Českého klubu. Za to pak ovšem čelil kritice voličů a musel svůj mandát obhajovat v doplňovacích volbách do Říšské rady. V jeho volebním obvodu ho ovšem porazil nezávislý radikální kandidát Eduard Grégr a Tonner se nakonec do vídeňského parlamentu dostal v jiném obvodu. 13. prosince 1883 tak nově převzal mandát, tentokrát za kurii venkovských obcí (obvod Německý Brod atd.).
Opětovně byl zvolen ve volbách do Říšské rady roku 1885 (nyní za městskou kurii, obvod Písek, Domažlice atd.). Rezignace na poslanecký mandát byla oznámena na schůzi 11. října 1887. Jiné prameny ale uvádějí, že v Říšské radě zasedal až do roku 1891. Po volbách v roce 1885 se na Říšské radě připojil k Českému klubu (jednotné parlamentní zastoupení, do kterého se sdružili staročeši, mladočeši, česká konzervativní šlechta a moravští národní poslanci). V závěru života se rozešel s mladočeskou stranou a byl aktivním vysoce postaveným členem strany staročeské.
Působil i v pražské radě obecních starších. V únoru 1862 spoluzakládal Pražskou jednotu tělocvičnou, známou později pod názvem Sokol. Byl členem a rozhodným příznivcem staročeské strany a její hodnoty vyznával i poté, co utrpěla volební porážku. Názorově se vyvíjel od mladého liberála k tuhému konzervativci.
Významná je i jeho činnost novinářská a spisovatelská. Vedle Slovanské lípy přispíval do časopisu Čas a deníku Národní listy. Určitou dobu byl i redaktorem Světozoru. Pro tiskový delikt strávil šest měsíců ve vězení, kde studoval české literární klasiky. Měl hluboké znalosti české historie, hlavně třicetileté války, a populární formou ji zpracoval v Matici lidu pro širokou veřejnost. Dějiny pro něj nebyly jen sbírkou starožitností, ale snažil se pochopit jejich vůdčí myšlenku a přinést z nich aktuální poučení pro současnost. Zastával se slovanské vzájemnosti, zejména česko-polských vztahů, které podpořil knihou Poláci a Češi. Z latiny přeložil spisy Res publica bohema (Pavel Stránský), Obrana jazyka českého (Bohuslav Balbín) a Bellum bohemicum (Ondřej Habervešl z Habernfeldu).
Nekrolog otištěný v časopise Zlatá Praha uvádí, že se veškerou svou aktivitou snažil podpořit český národ politicky a povznést ho kulturně. Byl veselý a vtipný. Měl řečnický talent, který využíval v parlamentu. Zemřel náhle na zástavu srdce.

## Rodina
- S manželkou Idou, rozenou Bürgelovou (* 1864,† po 1910) měl dcery Svatavu (1888) a Ludmilu (1889).[19]
- Bratr August Tonner (1823–1890), někdy uváděný s křestním jménem Augustin[20], byl veřejně činný právník, novinář, manažer a úředník.[21]
- Bratr František Tonner[22] (1837–1934) byl středoškolský profesor chemie, dlouholetý ředitel reálky a vlastenecký činitel v Písku.[23]